# القديس موريليوس
كان ماوريليوس من فوجينزا (بالإيطالي:San Maurelio ) كاهنًا سوريًا أصبح أسقفًا لمدينة لفوغينزا الإيطالية. تم تبجيله كقديس من قبل الكنيسة الرومانية الكاثوليكية.

## حياة

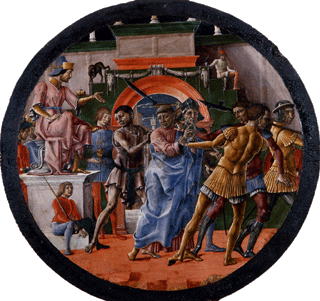
محاكمة القديس موريليوس (سنة 1480)

لم يتبق سوى القليل من المعلومات عن حياته، على الرغم من وجود رواية لاتينية في عام 1489 تتحدث عن حياته، الأسطورة والحياة والمعجزات للقديس موريليوس. تذكر أن موريليوس ولد في الرها كأحد أبناء ثيوبالد، ملك بلاد ما بين النهرين الوثني. ولد ابنان آخران لأبيه عندما كان موريليوس يبلغ من العمر 18 عامًا، اسمه هيبوليتوس وريفالوس. عندما بلغ موريليوس سن الثلاثين، كشف لوالده أنه أعتنق المسيحية لكن والده رفض السماح له بمواصلة العيش كمسيحي. خلف والده بعد وفاته، لكنه نقل العرش إلى هيبوليتوس بعد ذلك بفترة وجيزة ليتبع إيمانه عن كثب، وبدأ التعليم الروحي تحت قيادة ثيوفيلوس الأنطاكي، أسقف سميرن.

## طائفة دينية

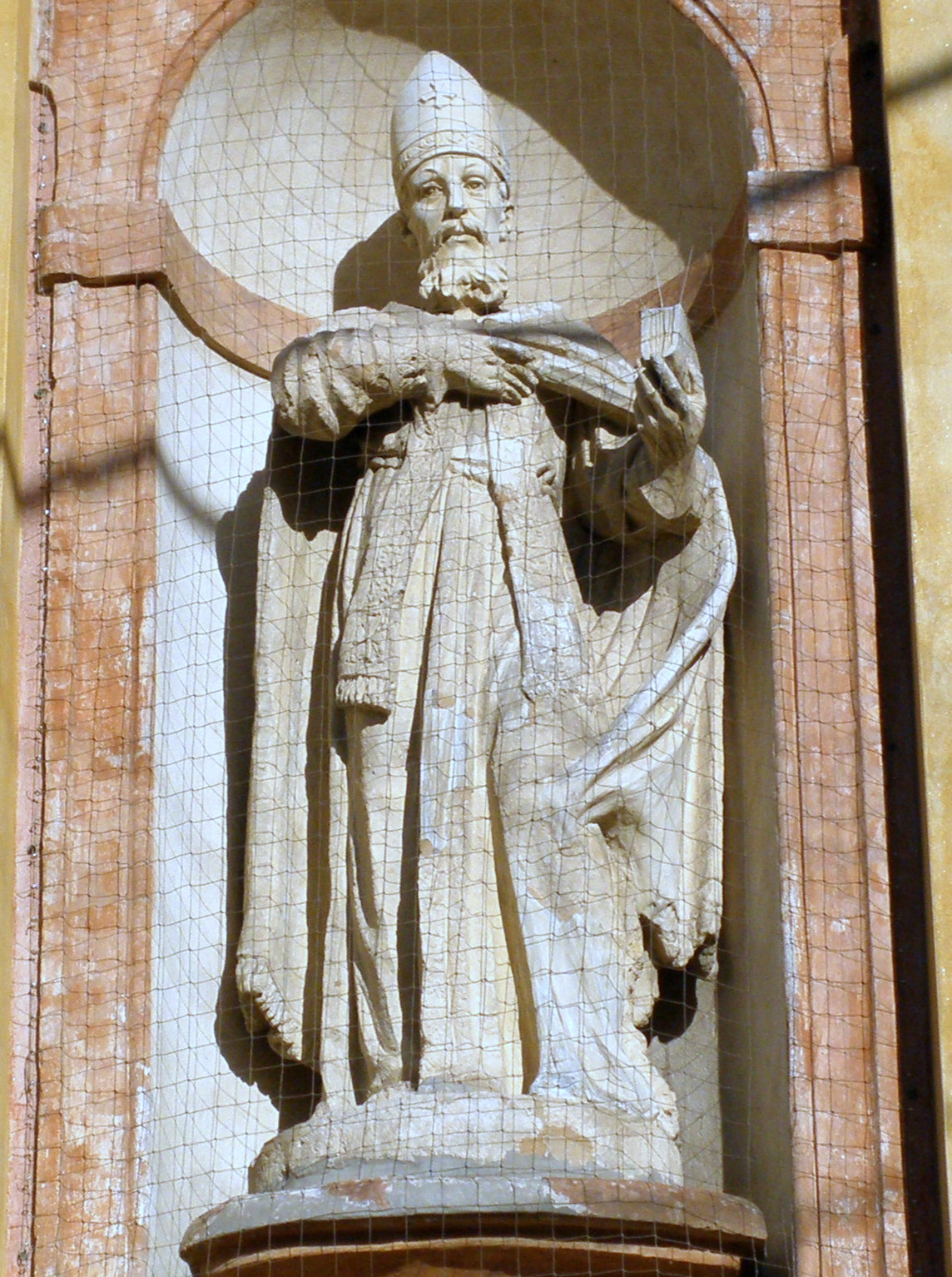
تمثال للقديس موريليوس

في عام 1106، كان لدى هنري الخامس الإمبراطور الروماني المقدس رؤيا للقديس موريليوس وترجم رفاته إلى كنيسة سان جورجيو في فيرارا. أدى ذلك إلى تبجيل القديس موريليوس. وتوجد رفاته الآن في كنيسة سان جورجيو فوري لو مورا في فيرارا.

## فهرس
- باللغة الإيطالية José-Apeles Santolaria de Puey y Cruells, Annuario Diocesano 2017. Arcidiocesi di Ferrara-Comacchio, Ferrara, Archidiocesis Ferrariensis, 2016.
- باللغة الإيطالية Romeo Sgarbanti, Ferrara nascita di una città (dopo le leggende, la storia), edited by Carlo Bassi, Sabbioncello San Pietro (Ferrara), 2G Editrice, 2008, SBN IT\ICCU\UFE\0897723.
- باللغة الإيطالية Carlo Bassi, Breve ma veridica storia di Ferrara, Ferrara, 2G Libri, 2015, (ردمك 88-89248-06-8).